# IWGP Women's Championship
Le IWGP Women's Championship (IWGP女子王座, IWGP Joshi Ōza)  est un championnat de catch (lutte professionnelle) féminin de la New Japan Pro-Wrestling. C'est le premier championnat féminin de l'histoire de la fédération. Le titre est défendu sur les évènements de la NJPW, avec des catcheuses de sa promotion sœur, la World Wonder Ring Stardom. La championne actuelle est Sareee (en).

## Histoire
Le 29 juillet 2022, Takaaki Kidani, propriétaire de World Wonder Ring Stardom et ancien président de la NJPW, annonce que des catcheuses de la Stardom participeront dans un tournoi pour couronner la première championne IWGP, soit la toute première championne de l'histoire de la NJPW, le 20 novembre 2022 à l'évènement Historic X-Over organisé conjointement par la NJPW et la Stardom.
Le 23 août, lors de la conférence de presse d'Historic X-Over, les dates et lieux du tournoi ont été annoncés. Le tournoi comporte sept catcheuses, quatre catcheuses du roster de la Stardom et trois catcheuses extérieures à la promotion, avec la finale le 20 novembre. Le 20 novembre, à Historic X-Over, Kairi devient la première championne IWGP en battant Mayu Iwatani en finale du tournoi. Elle défend son titre pour la première fois contre Tam Nakano lors de la première nuit de Wrestle Kingdom 17, le 4 janvier 2023.

### Tournoi inaugural
|  | Quarts de finale Royal Quest II 22 octobre 2022 | Quarts de finale Royal Quest II 22 octobre 2022 |                   |       | Demi-finales Goddesses of Stardom Tag League 2022 23 octobre 2022 | Demi-finales Goddesses of Stardom Tag League 2022 23 octobre 2022 |  |  | Finale Historic X-Over 20 novembre 2022 | Finale Historic X-Over 20 novembre 2022 |
|  | Quarts de finale Royal Quest II 22 octobre 2022 | Quarts de finale Royal Quest II 22 octobre 2022 |                   |       | Demi-finales Goddesses of Stardom Tag League 2022 23 octobre 2022 | Demi-finales Goddesses of Stardom Tag League 2022 23 octobre 2022 |  |  | Finale Historic X-Over 20 novembre 2022 | Finale Historic X-Over 20 novembre 2022 |
|  |                                                 |                                                 |                   |       |                                                                   |                                                                   |  |  |                                         |                                         |
|  |                                                 |                                                 |                   |       |                                                                   |                                                                   |  |  |                                         |                                         |
|  |                                                 |                                                 |                   |       |                                                                   |                                                                   |  |  |                                         |                                         |
|  | Mayu Iwatani                                    | Tombé                                           |                   |       |                                                                   |                                                                   |  |  |                                         |                                         |
|  | Mayu Iwatani                                    | Tombé                                           |                   |       |                                                                   |                                                                   |  |  |                                         |                                         |
|  | Momo Watanabe (en)                              | 12:32                                           |                   |       |                                                                   |                                                                   |  |  |                                         |                                         |
|  | Momo Watanabe (en)                              | 12:32                                           | Mayu Iwatani      | Tombé |                                                                   |                                                                   |  |  |                                         |                                         |
|  |                                                 |                                                 | Mayu Iwatani      | Tombé |                                                                   |                                                                   |  |  |                                         |                                         |
|  |                                                 | Utami Hayashishita                              | 14:51             |       |                                                                   |                                                                   |  |  |                                         |                                         |
|  | Utami Hayashishita                              | Utami Hayashishita                              | 14:51             | Tombé |                                                                   |                                                                   |  |  |                                         |                                         |
|  | Utami Hayashishita                              |                                                 |                   | Tombé |                                                                   |                                                                   |  |  |                                         |                                         |
|  | Himeka (en)                                     | 11:41                                           |                   |       |                                                                   |                                                                   |  |  |                                         |                                         |
|  | Himeka (en)                                     | 11:41                                           | Mayu Iwatani      | 25:28 |                                                                   |                                                                   |  |  |                                         |                                         |
|  |                                                 |                                                 | Mayu Iwatani      | 25:28 |                                                                   |                                                                   |  |  |                                         |                                         |
|  |                                                 | KAIRI                                           | Tombé             |       |                                                                   |                                                                   |  |  |                                         |                                         |
|  | Jazzy Gabert (en)                               | KAIRI                                           | Tombé             | Tombé |                                                                   |                                                                   |  |  |                                         |                                         |
|  | Jazzy Gabert (en)                               |                                                 |                   | Tombé |                                                                   |                                                                   |  |  |                                         |                                         |
|  | Ava White                                       | 10:34                                           |                   |       |                                                                   |                                                                   |  |  |                                         |                                         |
|  | Ava White                                       | 10:34                                           | Jazzy Gabert (en) | 12:24 |                                                                   |                                                                   |  |  |                                         |                                         |
|  |                                                 |                                                 | Jazzy Gabert (en) | 12:24 |                                                                   |                                                                   |  |  |                                         |                                         |
|  |                                                 | KAIRI                                           | Tombé             |       |                                                                   |                                                                   |  |  |                                         |                                         |
|  | KAIRI                                           | KAIRI                                           | Tombé             | Bye   |                                                                   |                                                                   |  |  |                                         |                                         |
|  | KAIRI                                           |                                                 |                   | Bye   |                                                                   |                                                                   |  |  |                                         |                                         |
|  | -                                               | -                                               |                   |       |                                                                   |                                                                   |  |  |                                         |                                         |
|  | -                                               | -                                               |                   |       |                                                                   |                                                                   |  |  |                                         |                                         |

## Historique des règnes
| N | Championne    | Changement de titre | Changement de titre     | Changement de titre  | Statistiques de règne | Statistiques de règne | Statistiques de règne | Notes                                                                                  | Ref    |
| N | Championne    | Date                | Évenement               | Lieu                 | Règne                 | Durée                 | Défenses              | Notes                                                                                  | Ref    |
| - | ------------- | ------------------- | ----------------------- | -------------------- | --------------------- | --------------------- | --------------------- | -------------------------------------------------------------------------------------- | ------ |
| 1 | Kairi         | 20 novembre 2022    | Historic X-Over         | Tokyo                | 1er                   | 90 jours              | 1                     | En battant Mayu Iwatani en finale du tournoi pour devenir la première championne IWGP. | [ 4 ]  |
| 2 | Mercedes Moné | 18 février 2023     | Battle in the Valley    | San Jose, Californie | 1er                   | 64 jours              | 1                     |                                                                                        | [ 9 ]  |
| 3 | Mayu Iwatani  | 23 avril 2023       | All Star Grand Queendom | Yokohama             | 1er                   | 735 jours             | 9                     |                                                                                        | [ 10 ] |
| 4 | Syuri (en)    | 27 avril 2025       | All-Star Grand Queendom | Yokohama             | 1er                   | 55 jours              | 1                     |                                                                                        | [ 11 ] |
| 5 | Sareee (en)   | 21 juin 2025        | The Conversion          | Tokyo                | 1er                   | 8 jours+              | 0                     |                                                                                        | [ 12 ] |

## Règnes combinés
| N | Championne    | Règnes | Défenses | Jours | 1re victoire |
| - | ------------- | ------ | -------- | ----- | ------------ |
| 1 | Mayu Iwatani  | 1      | 9        | 735   | 23 avr. 2023 |
| 2 | Kairi         | 1      | 1        | 90    | 20 nov. 2022 |
| 3 | Mercedes Moné | 1      | 1        | 64    | 18 fév. 2023 |
| 4 | Syuri (en)    | 1      | 1        | 55    | 27 avr. 2025 |
| 5 | Sareee (en)   | 1      | 0        | 8+    | 21 juin 2025 |